# Il Messia
Il Messia, (títol original en italià, en català seria El Messies) és un film inspirada en la vida de Jesús de Natzaret i que va ser dirigida el 1975 per Roberto Rossellini.
Fou l'antepenúltim film del director, que també la va escriure amb Silvia D'Amico Bendico i Jean Gruault (que va supervisar l'adaptació per a la versió francesa), dos anys abans de la seva mort.

## Argument
Inspirada en els quatre evangelis (però en particular en el de Marc) amb un fort component marià i una omissió premeditada del context historicopolític, aquesta vida de Crist posa èmfasi en la humanitat més que enla divinitat del personatge, ometent la majoria dels miracles i les profecies sobre la fi del món i minimitzant les referències a tot allò sobrenatural. Explícitament popular pel que fa a la tradició iconogràfica, és un film totalment rossellinià en la il·luminació, en el ritme pressionant, en la simplicitat poc adornada del guió, en la transparència de l'estil que pot semblar descuidat. Per primera vegada al cinema cristològic hi ha l'escena de Pietat: el Crist mort a la falda de la mare.

## Producció
El film es va rodar íntegrament a Tunísia amb la coproducció minoritària del conegut productor tunisià Tarak Ben Ammar.

## Distribució
El film es va estrenar a Itàlia el 25 d'octubre de 1975 al festival de cinema de Montecatini; la distribució es va fer a França a partir del 18 de febrer de 1976 i a Itàlia a partir del 30 de setembre del mateix any.
Es va distribuir en diferents estats amb diferents títols: A messiás a Hongria, Der Messias a l'aleshores Alemanya Occidental, Le messie a França, O Messias a Portugal i The Messiah als països de parla anglesa.